# Shivangi Joshi

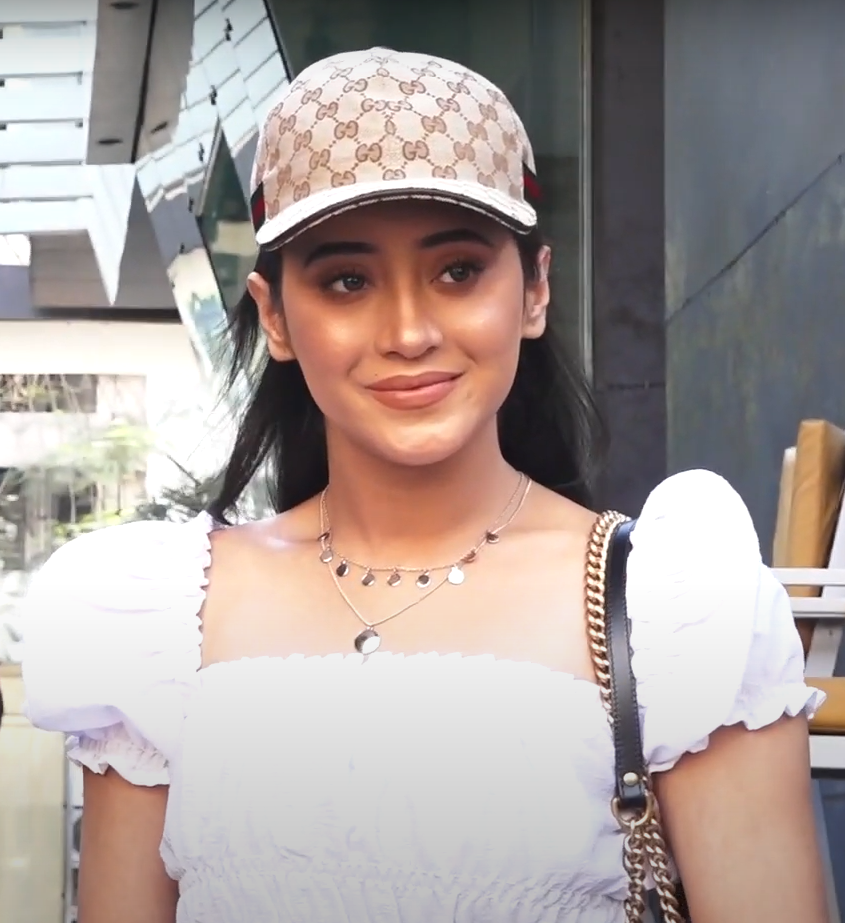
Shivangi Joshi (2022)

Shivangi Joshi (Hindi शिवांगी जोशी; * 18. Mai 1998 in Mumbai, Maharashtra) ist eine indische Schauspielerin.

## Karriere
Joshi wurde am 18. Mai 1998 in Mumbai geboren. Ihr Debüt gab sie 2013 in der Serie Khelti Hai Zindagi Aankh Micholi. Anschließend war sie 2015 in Begusarai zu sehen. Außerdem trat sie 2016 in yeh rishta kya kehlata hai auf. Für ihre Rolle als Naira erhielt Joshi zahlreiche Auszeichnungen und Nominierungen, darunter den ITA awards für die beste Hauptdarstellerin, den Gold Award für die beste Hauptdarstellerin, den Iconic Gold Award für die beliebte Wahl und den Kalakar Award für die beste Hauptdarstellerin.
2020 sollte der Film Love X Society bei den Filmfestspielen von Cannes Premiere feiern doch aufgrund der COVID-19-Pandemie wurde der Film stattdessen auf einer OTT-Plattform veröffentlicht. Von 2021 bis 2022 spielte sie als Anandi Bhujaariya in Balika Vadhu 2 mit.

## Filmografie (Auswahl)
Serien
- 2013: Khelti Hai Zindagi Aankh Micholi
- 2013–2014: Beintehaa
- 2015–2016: Begusarat
- 2016–2021: Yeh Rishta Kya Kehlata Hai
- 2021: Sirat Shekhawat Goenka
- 2021–2022: Balika Vadhu
- 2023: Bekaboo
- 2023–2024: Barsatein – Mausam Pyaar Ka